# Honeywell Serie 16

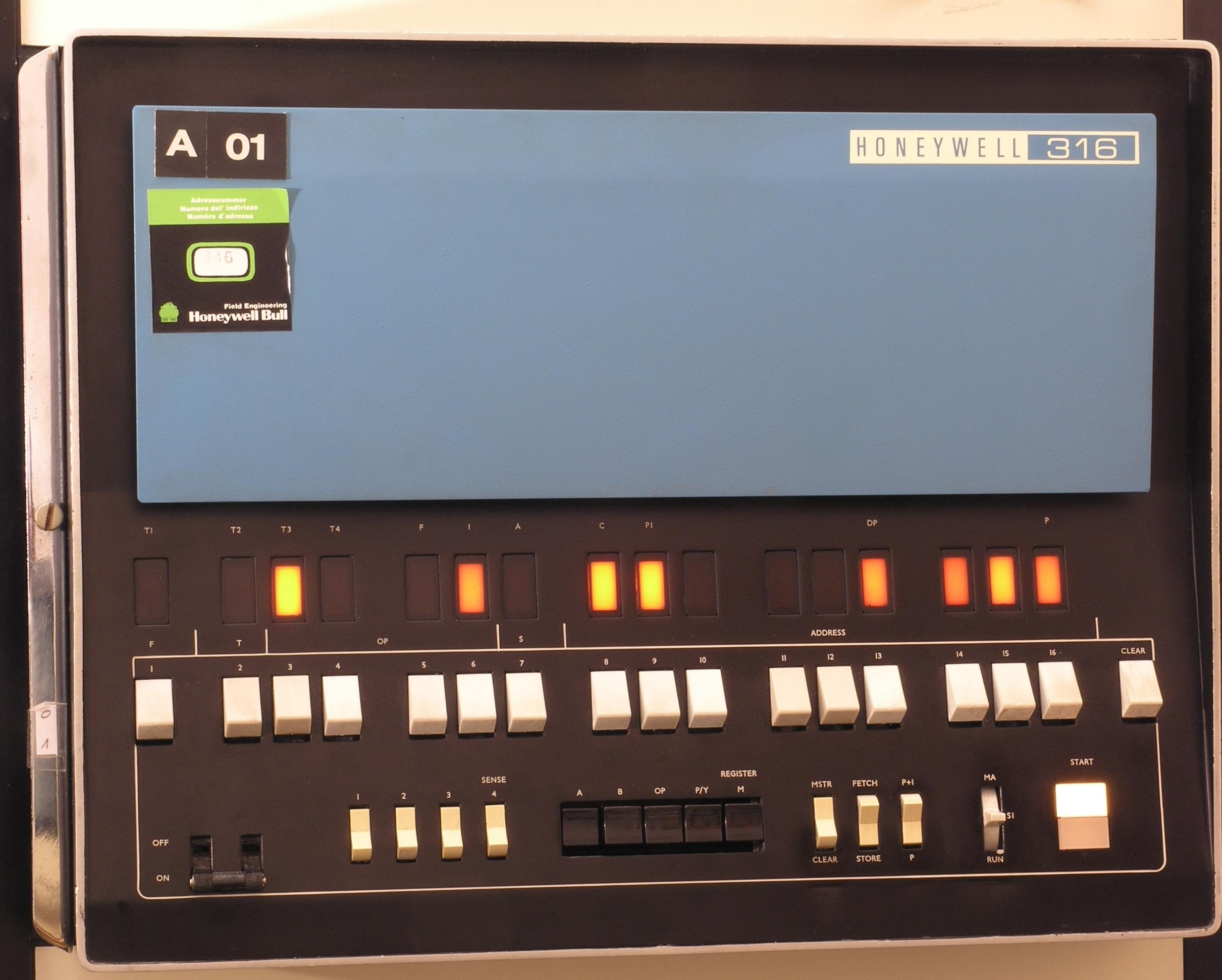
Honeywell Serie 16 Rechner H316 (Frontansicht): Rechner ist eingeschaltet, der Prozessor ist angehalten.

Der Name Honeywell Serie 16 (engl. Honeywell Series 16) bezeichnet eine Minicomputerreihe der Firma Honeywell. Sie gelten als die ersten kommerziellen 16-Bit-Computer.

## Hauptteil
Die Rechner der Serie 16 sind ein Beispiel für eine klassische Akkumulator-Architektur.
Die Rechner verfügen über einen Akkumulator (A) und noch ein zweites Register (B), das für bestimmte mathematische Berechnungen und Zahlenmanipulationen oder als allgemeiner Zwischenspeicher genutzt werden kann, jedoch nicht als vollwertiger zweiter Akkumulator.
Weiterhin verfügen die meisten Modelle über ein Index-Register, das zur Speicheradressierung benutzt wird.
Es sind direkte, indirekte, indizierte und indiziert-indirekte Adressierung möglich. Unmittelbare Adressierung ist nicht möglich.
Der Arbeitsspeicher besteht aus Kernspeicher, in der Grundausführung des H316 4k*16 Bit. Die von der Serie 16 maximal adressierbare Speichergröße ist 32k*16 Bit (das entspricht 64 Kilobyte).
Es stehen, je nach Modell, eine Reihe arithmetischer und logischer Operationen zur Verfügung.
Die Grundausführung eines Rechners der Serie 16 verfügt über einen Teletype ASR33/35 Fernschreiber als Ein- und Ausgabeeinheit.

## Die Rechner
- DDP-116 (1965) Erster 16-Bit-Computer überhaupt.
- DDP-516 (1966) Stark erweiterte, aber abwärtskompatible Variante des DDP-116
- DDP-416 (1967) Stark vereinfachte Variante des DDP-516, kaum Befehle, kein Index-Register, kein B-Register
- H316 (1969) Höher integrierte, aber langsamere binärkompatible Reimplentierung des DDP-516
- H716 (1972) Um einige Features, u. a. einen Stackpointer, erweiterte Variante des DDP-516/316

Die Modelle DDP-516 und H316 waren die am weitesten verbreiteten Modelle der Serie.

## Geschichtliche Relevanz
Der DDP-516 wurde Ende der 1960er Jahre von der Firma Bolt, Beranek and Newman (BBN) als Basis für die ersten Interface Message Processor, die Paketvermittlungsrechner des ARPANET, aus dem Ende der 1980er Jahre das Internet hervorging, eingesetzt. Später wurden auch H316 eingesetzt.
Der Prime-Computer 200 ist binärkompatibel mit dem DDP-516/H316, verfügt aber über leichte Ergänzungen und eine höhere Rechenleistung.